# Klaus-Grohe-Preis
Der Klaus-Grohe-Preis (bis 2019 Klaus-Grohe-Preis für medizinische Chemie) ist ein deutscher Wissenschaftspreis.
Ziel des Preises war die Auszeichnung von „hochqualifizierten jungen Menschen, die sich dem anspruchsvollen interdisziplinären Wissenschaftsfeld der Medizinischen Chemie/Wirkstoffforschung zuwenden“. Es sollten herausragende Arbeiten junger Wissenschaftler (Doktoranden sowie Postdoktoranden) an in- und ausländischen (europäischen) Forschungsstätten ausgezeichnet werden.
Mit der Umbenennung 2020 wird der Preis für „herausragende Leistungen auf dem Gebiet der Wirkstoffforschung“ vergeben, er ist also kein Nachwuchspreis mehr. Der Preis ist nun mit 50.000 Euro dotiert.

## Geschichte
2001 gründete der ehemalige Leiter des Zentrallabors der Bayer AG in Leverkusen Klaus Grohe gemeinsam mit seiner Ehefrau Eva die Klaus-Grohe-Stiftung bei der Gesellschaft Deutscher Chemiker (GDCh). Das Stiftungsvermögen beträgt 200.000 Euro. Ziel der Stiftung ist es, hochqualifizierte Wissenschaftler für die Wirkstoffforschung zu interessieren. 2004 wurden zum ersten Mal drei junge Forscher für herausragende Doktorarbeiten mit dem mit 2.000 Euro dotierten Klaus-Grohe-Preis für medizinische Chemie ausgezeichnet. Außerdem stiftete Grohe mit seiner Ehefrau den mit 20.000 Euro dotierten Eva und Klaus Grohe-Preis, der von 2003 bis 2015 von der Berlin-Brandenburgischen Akademie der Wissenschaften an herausragende junge Wissenschaftler verliehen wurde.

## Preisträger

### Klaus-Grohe-Preis für medizinische Chemie (2004–2019)
- 2004: Laurent Bialy, Southampton/UK; Thilo J. Heckrodt, Berkeley/USA;  Daniel Summerer, La Jolla/USA
- 2005: Frank Böckler, Erlangen-Nürnberg; Dirk Gottschling, Wuppertal; Sarah Ulmschneider, Ludwigshafen
- 2006: Carl Friedrich Nising, Cambridge/USA; Daniel B. Werz, Zürich/Schweiz
- 2007: Tanja Gulder, Würzburg; Renata Marcia de Figueiredo, Aachen
- 2008: Paul Wilhelm Elsinghorst, Bonn; Carsten Vock, Saarbrücken
- 2009: Andreas Koeberle, Tübingen; Stefan Wetzel, Dortmund; Georg Wuitschik, Cambridge/UK
- 2010: Henning Jacob Jessen, Timo Schmiederer, Alexander Titz
- 2011: Ralph Holl, Simon Lucas
- 2012: Anke Roth, Marco Schmidt
- 2013: Rainer Wilcken, Bartlomiej Krawczyk
- 2014: Björn Over, Christian Kuttruff
- 2015: Jens Schmidt, Michael Wilsdorf, Gunther Zimmermann
- 2016: Nicole Nischan, Dietmar Weichert, Daniel T. Hog
- 2017: Tristan Gollnest, Cedric Hugelshofer
- 2018: Matthias Schiedel, Mateja Klika Škopić
- 2019: Annabelle Hoegl, Philipp Cromm

### Klaus-Grohe-Preis (seit 2020)
- 2020: Stephan A. Sieber
- 2022: Raphaël Rodriguez
- 2024: Yimon Aye[2]